# Anolis incredulus
Anolis incredulus este o specie de șopârle din genul Anolis, familia Polychrotidae, descrisă de Orlando H. Garrido și Moreno 1998. Conform Catalogue of Life specia Anolis incredulus nu are subspecii cunoscute.